# Eranthis hyemalis
Eranthe d'hiver
Espèce
Classification phylogénétique
Eranthis hyemalis (ou hiemalis), appelé  hellébore d'hiver ou « éranthe d'hiver », est une espèce de plantes à fleurs de la famille des Ranunculaceae originaire d'Europe et d'Asie Mineure.

## Description

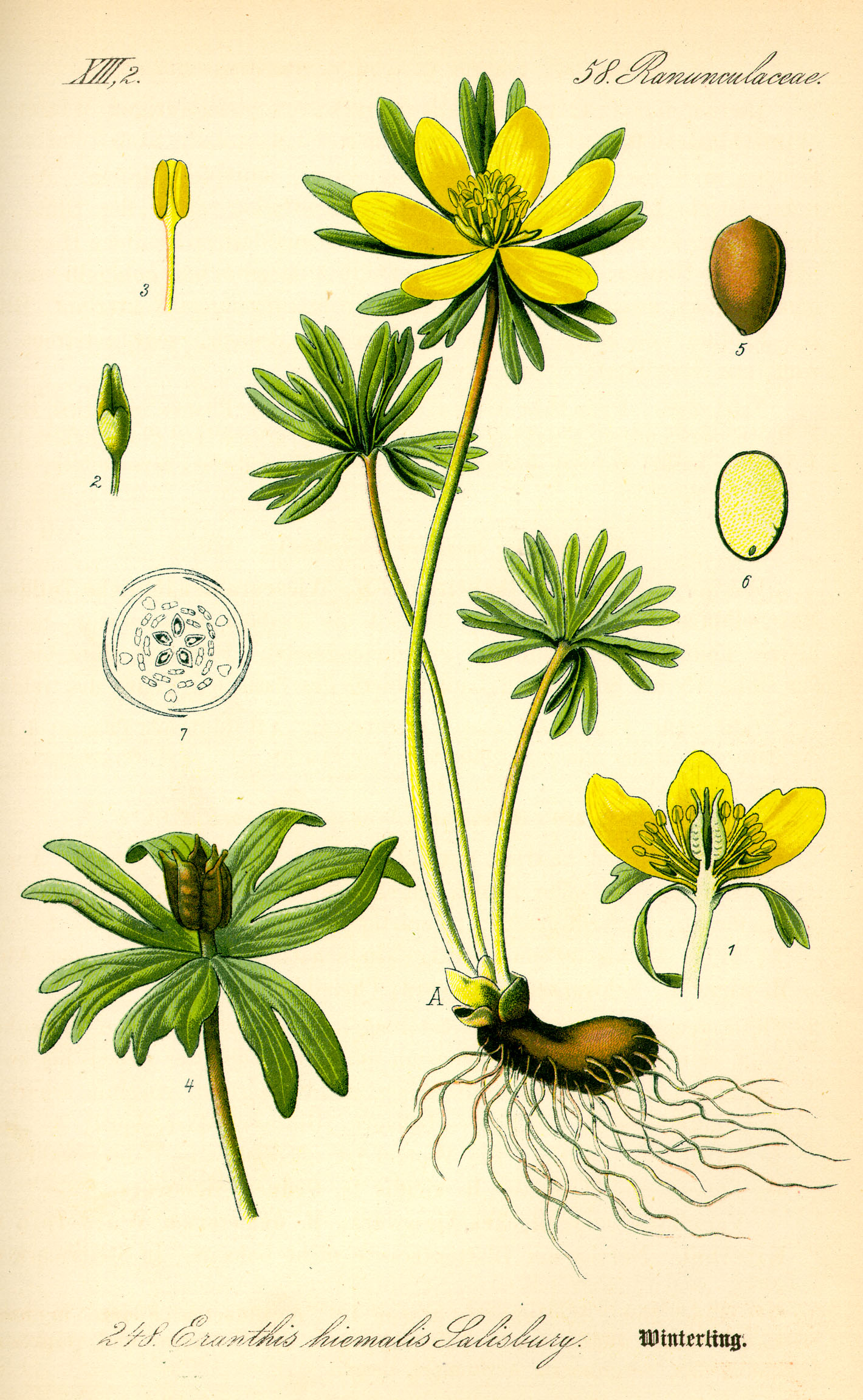
Planche botanique de 1885.
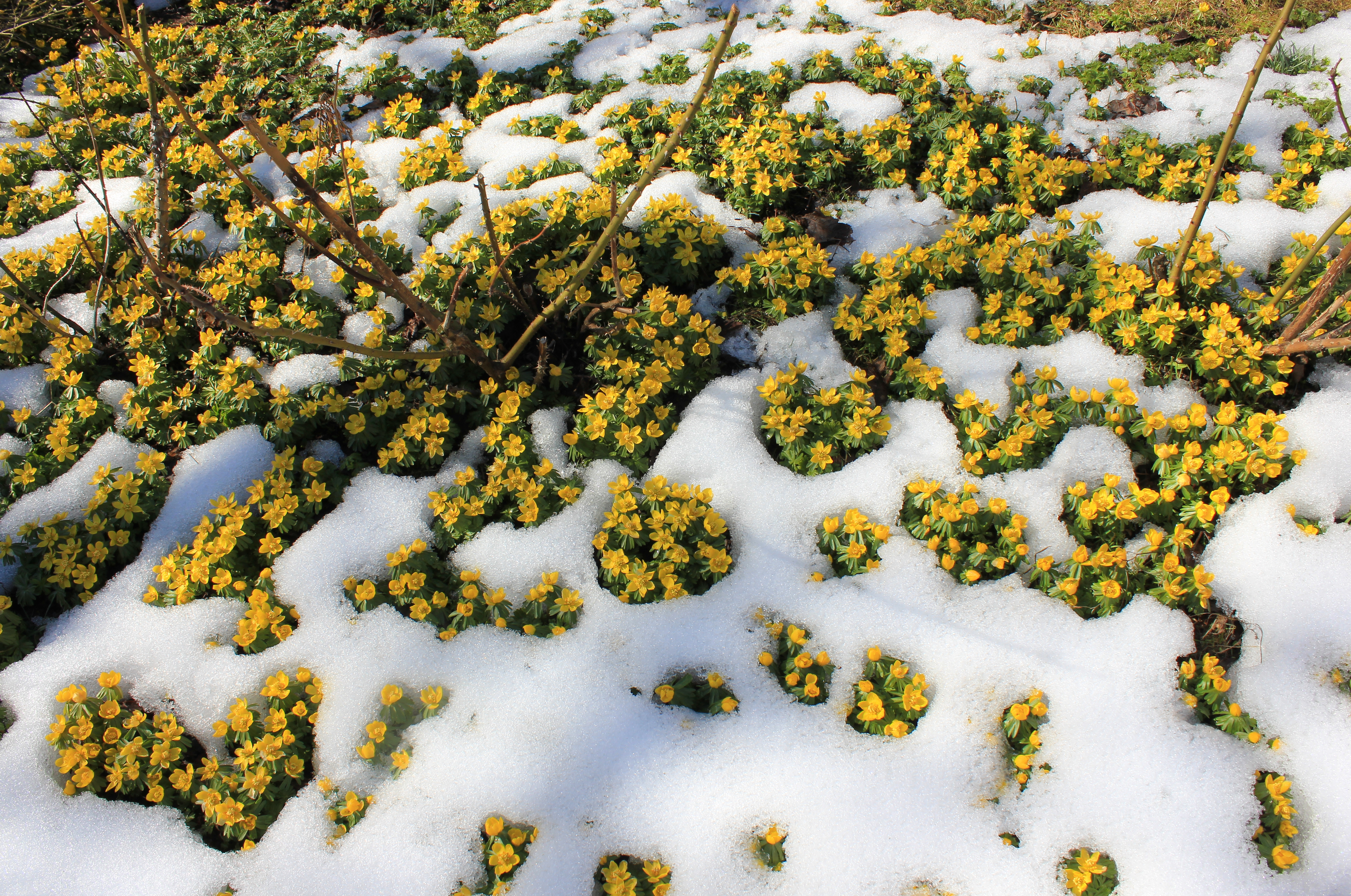
Fin d'hiver.
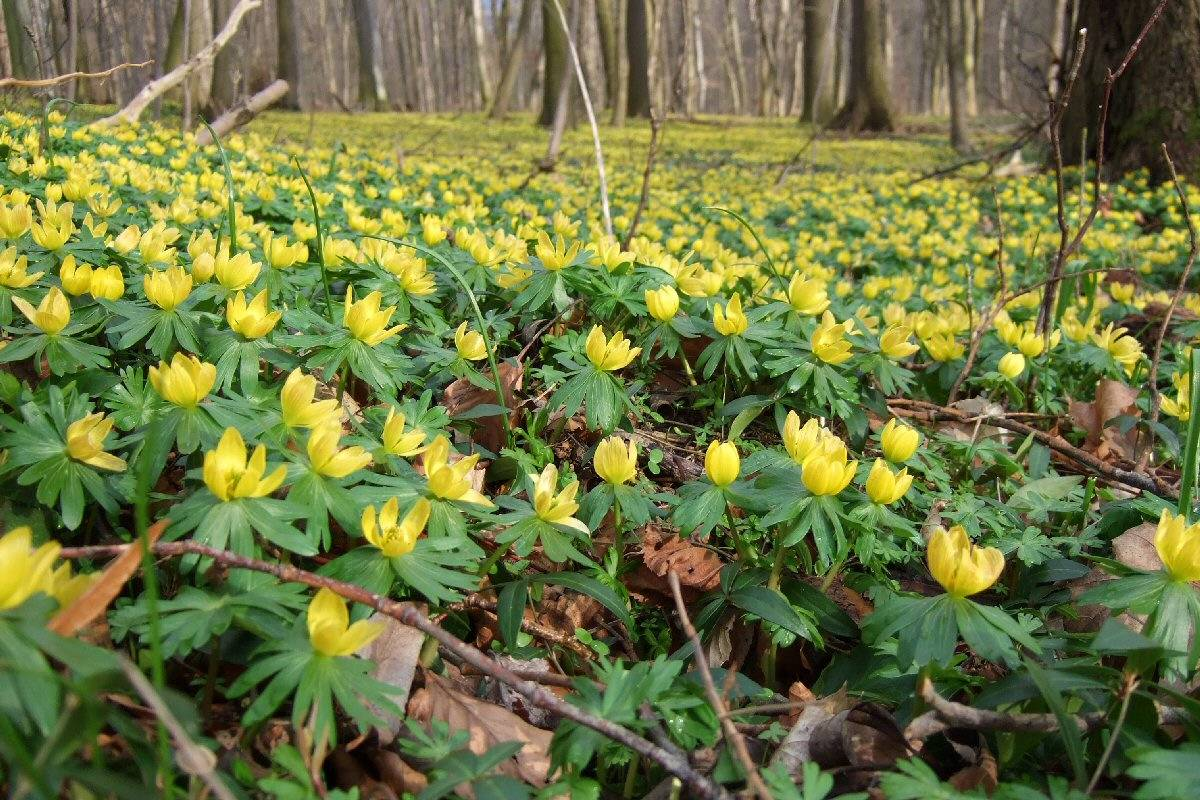
Aspect d'ensemble.
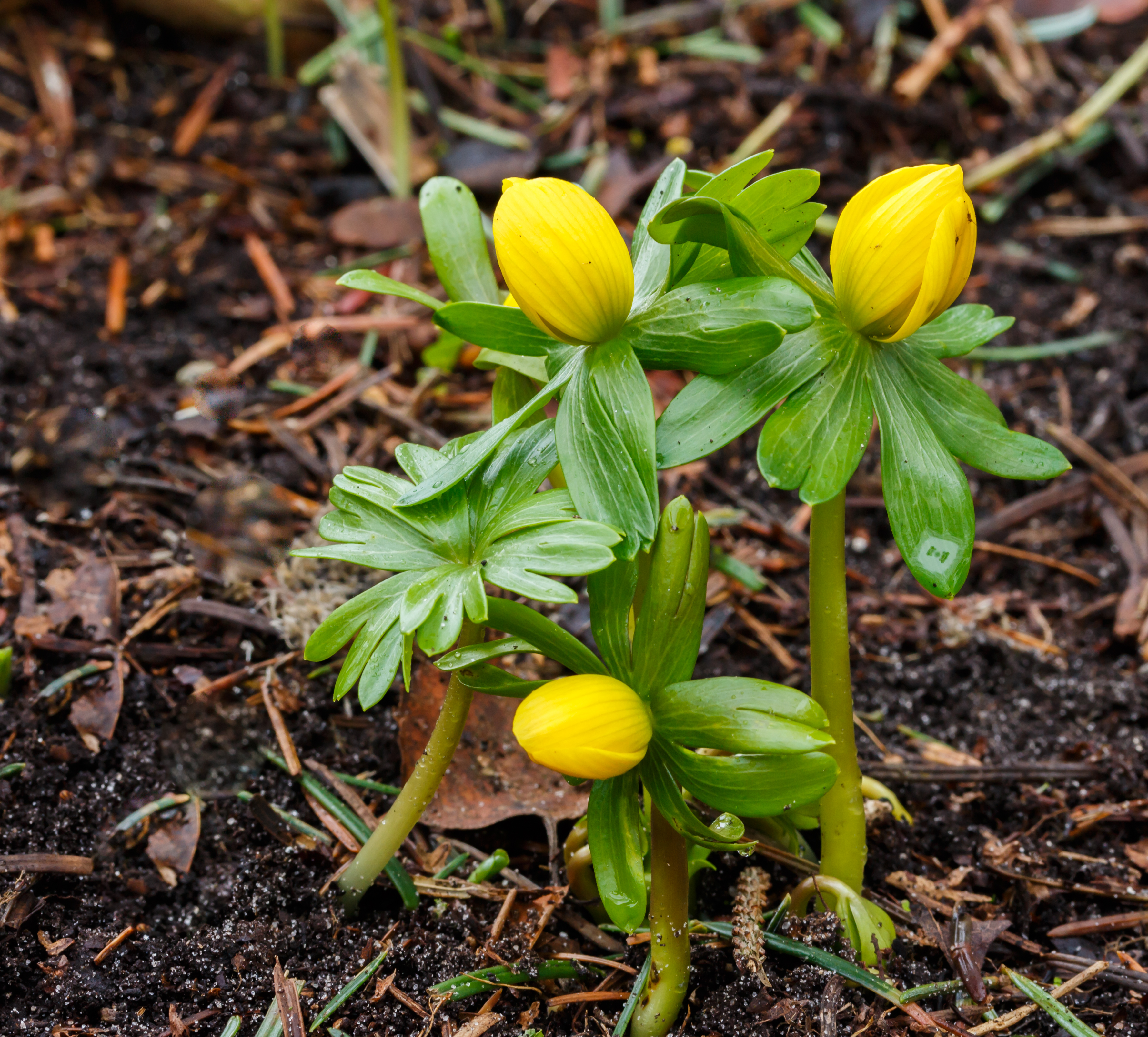
Fleurs en bouton.
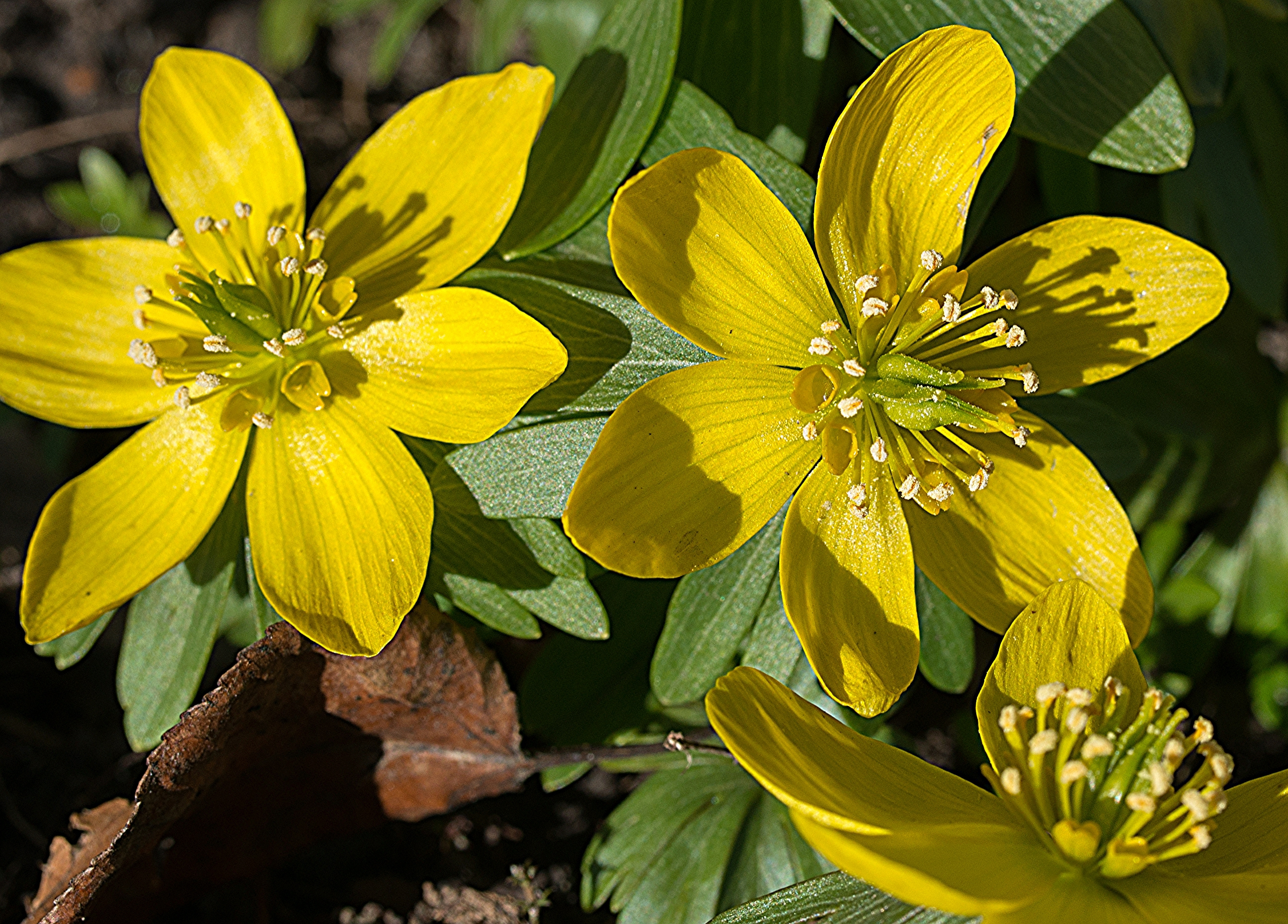
Fleurs épanouies.
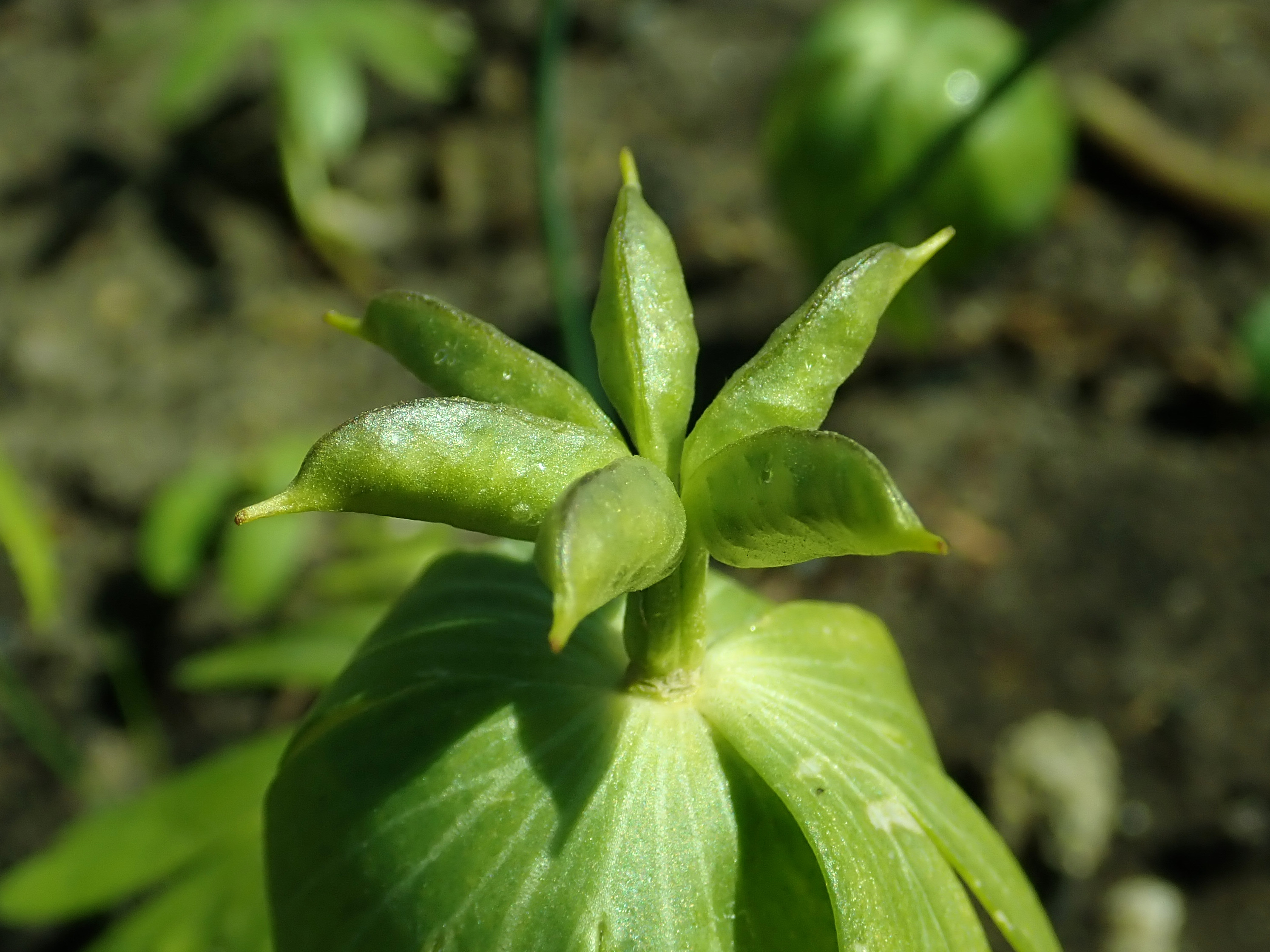
Fruit.
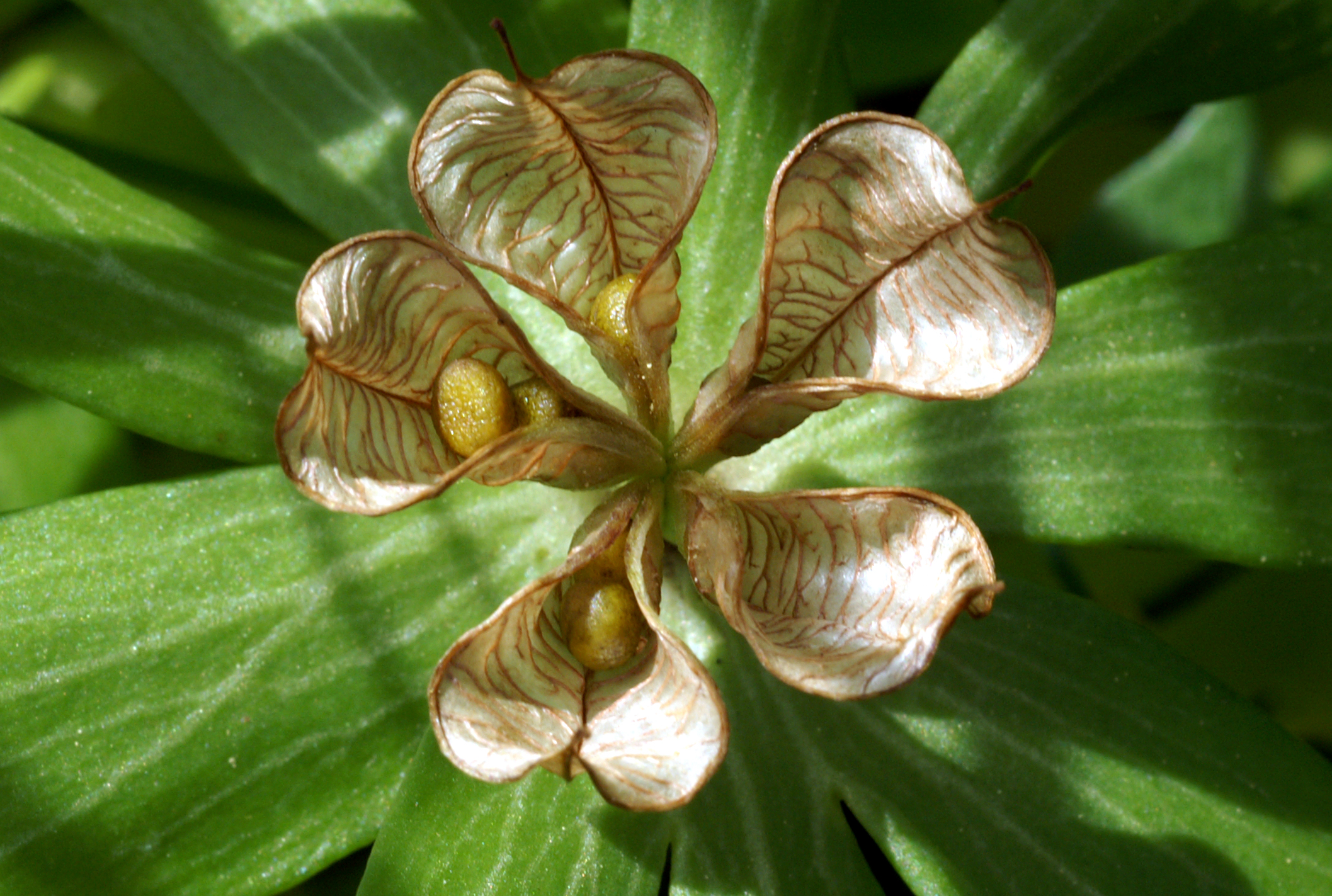
Fruit à maturité.
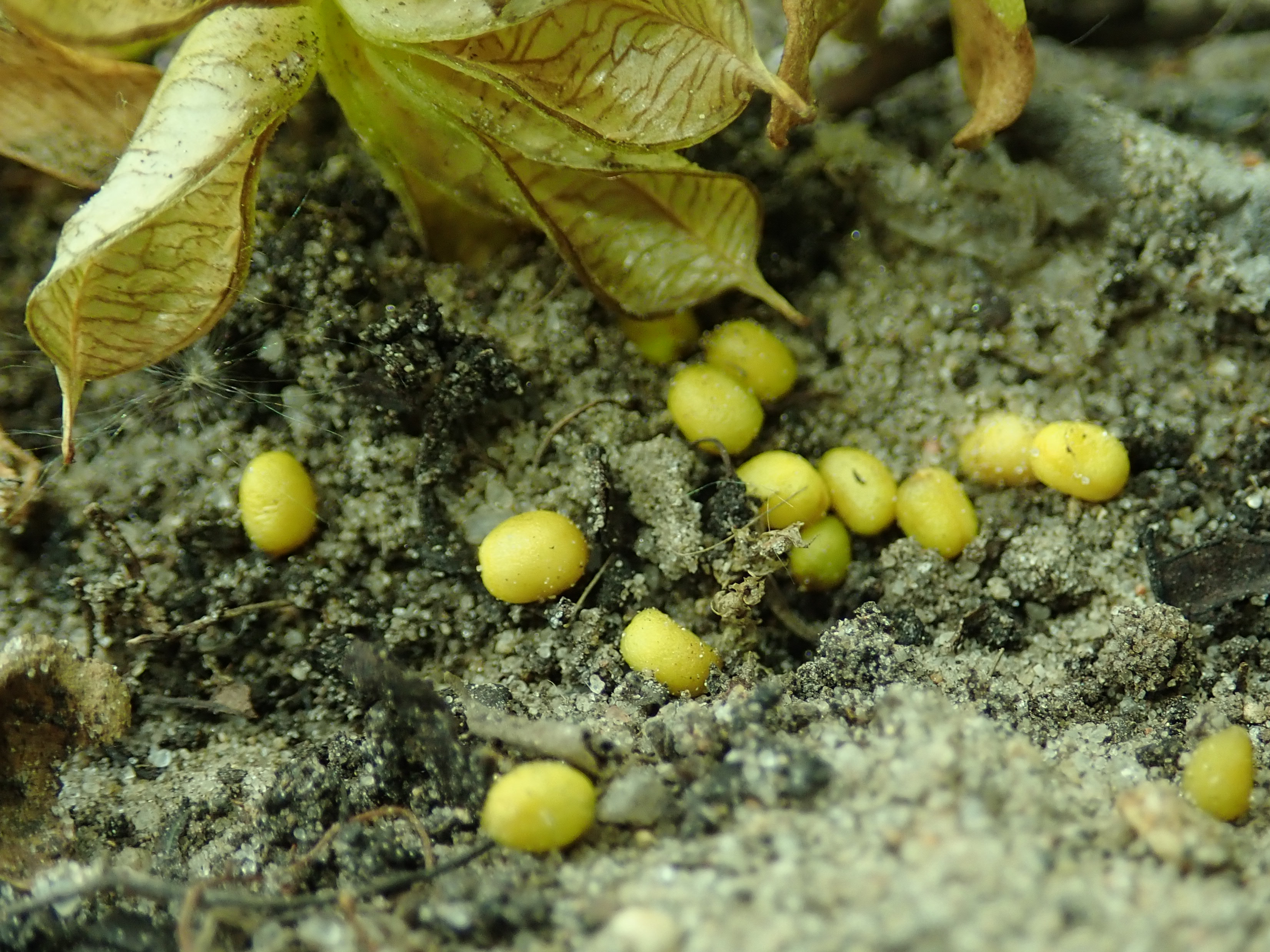
Graines.
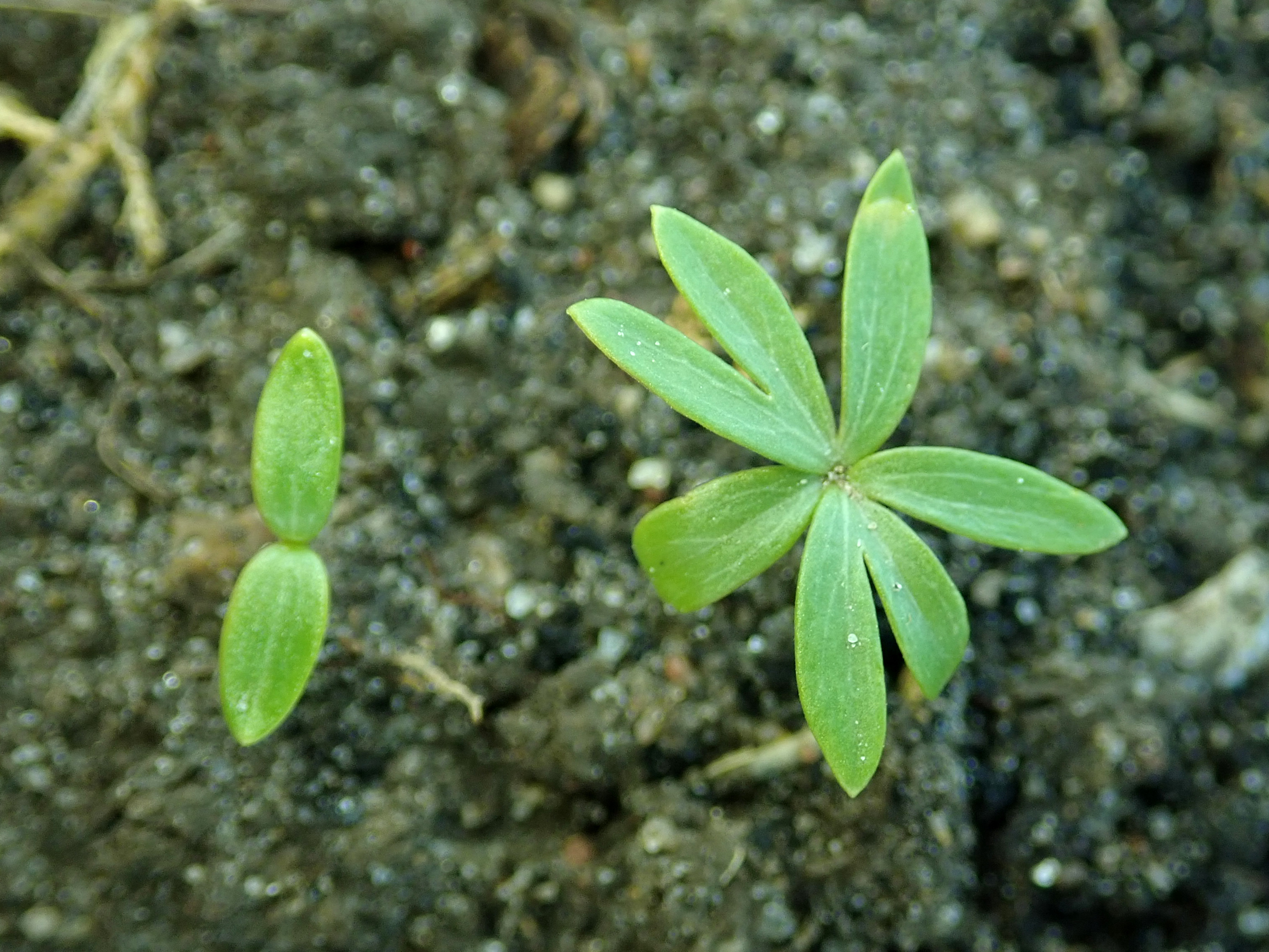
Jeunes pousses.
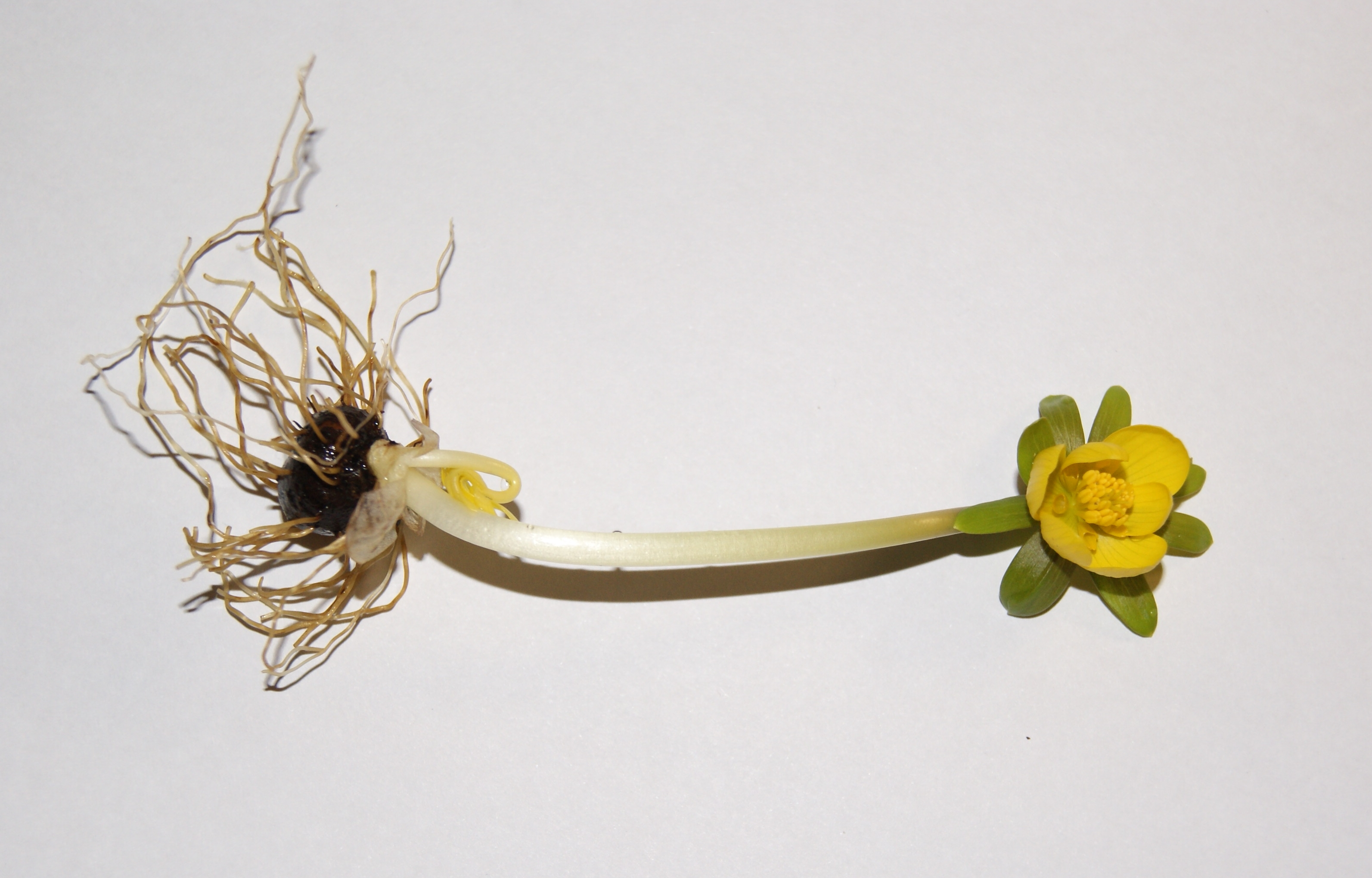

C'est une plante herbacée vivace tubéreuse. Elle s'étend en tapis possède des fleurs jaunes (d'un diamètre de 20 à 30 mm) ressemblant à des boutons d'or et situées isolément au sommet des tiges au cœur d'une collerette verte (l'involucre). Les grandes pièces jaunes (au nombre de 5 à 8) constitutives du périanthe de la fleur sont des sépales pétaloïdes caducs tandis que les 5 à 8 pétales, jaunes eux aussi, sont beaucoup plus petits, tubuleux ; ils entourent les nombreuses étamines et les 5 à 8 follicules situés au centre de la fleur. La plante mesure de 5 à 20 cm de hauteur. Elle apprécie de pousser sous les arbres où elle fleurit en février-mars.

## Répartition
On la rencontre dans le Sud-Est de l'Europe occidentale (Italie) et en Asie mineure (Turquie). Elle peut être naturalisée ailleurs, en France notamment, en Belgique (où elle est très localisée).
Eranthis hyemalis pousse aux abords du château du Landsberg en Alsace où elle fleurit en tapis tous les ans entre janvier et mars,. Certains auteurs rangent l'espèce dans le flore castrale [réf. nécessaire].

## Toxicité
Eranthis hyemalis contient des digitaliques, dont des bufadiénolides, ce qui rend sa consommation fortement toxique pour les mammifères,.